# Коронування поверхні

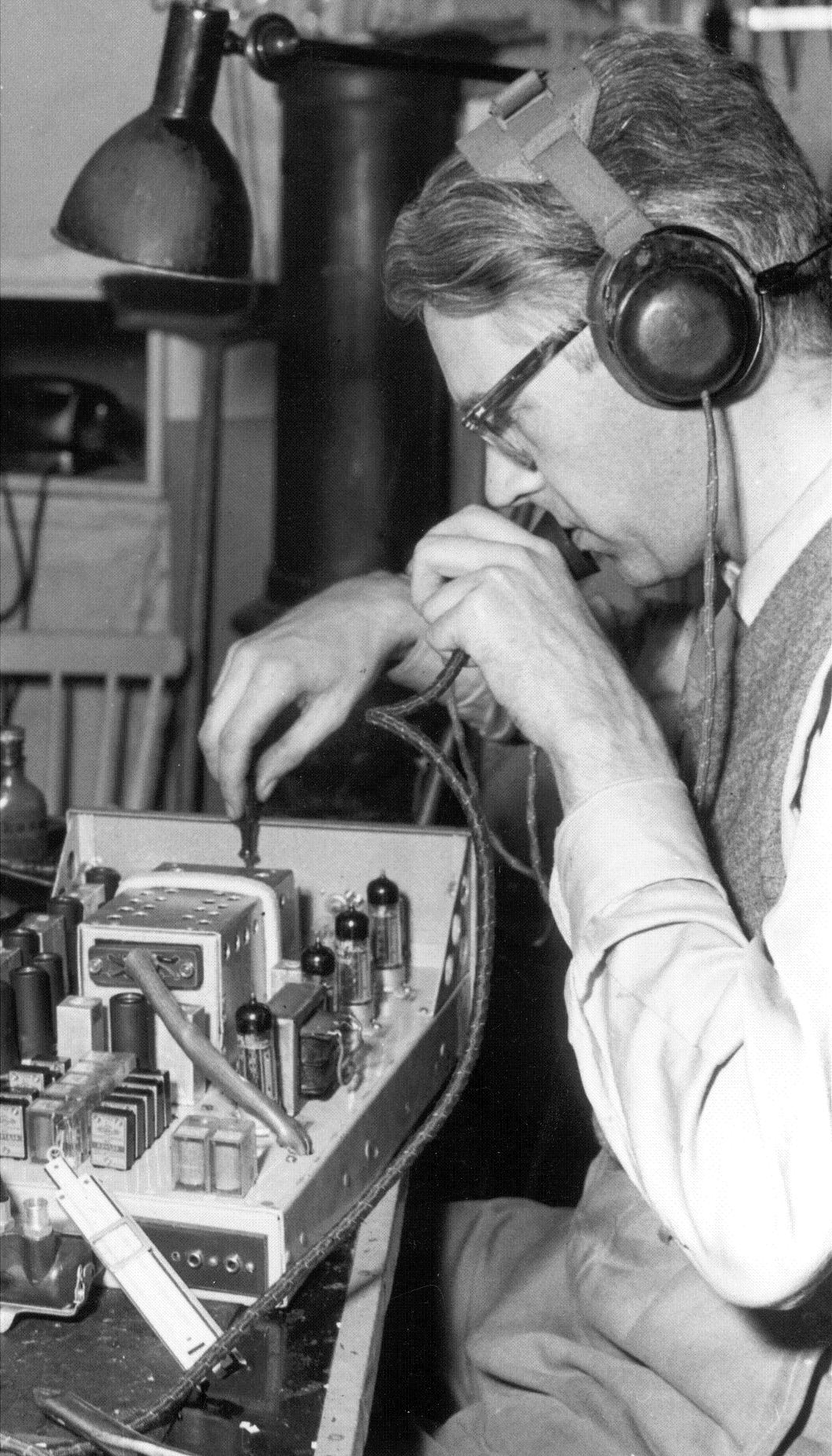
Вернер Ейсбі, данський інженер, винахідник технологій коронування поверхні

Коронува́ння пове́рхні (англ. corona treatment) — фізичне оброблення поверхні коронним розрядом з використанням високої електричної напруги за низької (кімнатної) температури з метою зміни властивостей поверхні, у першу чергу, для збільшення її адгезійної спроможності.

## Основні принципи
Усі матеріали мають певну поверхневу енергію яка впливає на змочуваність, адгезію до них клеїв, фарб, герметиків тощо. Щоб поверхня добре змочувалася рідиною, поверхнева енергія матеріалу повинна бути більшою від поверхневого натягу цієї рідини. Поверхнева енергія вимірюється в динах на сантиметр. В ідеалі поверхнева енергія матеріалу повинна бути на 7…10 дин/см більшою, ніж поверхневий натяг розчинника чи рідини. Наприклад, друкарська фарба з поверхневим натягом 30 дин/см не може в достатній мірі з'єднатися з матеріалом, поверхнева енергія якого менша від 37…40 дин/см.
Проходячи крізь корону, поверхня матеріалу окиснюється, а поверхнева енергія зростає. В результаті оброблений матеріал демонструє вищі адгезійні властивості.
Коронний розряд формується електродом з гострим наконечником, утворюючи плазму атмосферного тиску навколо себе. Часто використовується масив електродів або розташований паралельно до поверхні матеріалу провідник чи пластина для формування суцільної завіси. Матеріали на кшталт пластика, тканини, паперу, фольги можуть пропускатися через таку завісу для зміни поверхневої енергії.
Прилади для обробки поверхні коронуванням існують у різних виконаннях — від варіантів для ручної обробки виробів довільної форми до суцільних завіс неперервної обробки плівок на конвеєрі.

## Історична довідка
Оброблення поверхні коронним розрядом було винайдене данським інженером Вернером Ейсбі (дан. Verner Eisby) у 1951 році. Один із замовників попросив Вернера знайти рішення, що робило б можливим якісний друк на пластику.
Вернер виявив два способи досягнення мети. Один із способів полягав в обробці поверхні пластика в газовому полум'ї, а другий полягав в обробці її електричними іскрами, обидва способи були трудомісткими й не гарантували повторюваного результату. Вернер припустив, що високочастотний коронний розряд дозволить домогтися ефективності та повторюваності результату. Експерименти проведені згодом підтвердили його правоту. Компанія Вернера «Vetaphone» отримала патент на цю технологію, що спочатку носила назву «E-treatment», згодом отримала назву «Corona technology».

## Матеріали
Багато пластмас, такі як поліетилен чи поліпропілен є хімічно інертними, непористими пластиками, з малим поверхневим натягом, що приводить до незначної адгезії до них клеїв, фарб, покриттів. Але непомітна для неозброєного ока обробка поверхні коронним розрядом значно підвищує адгезію.
Поліетилен, поліпропілен, нейлон, полівінілхлорид, поліетилентерефталат, металізовані поверхні, фольга та деякі види паперу можуть піддаватись такій обробці. Без коронування поверхні не обходиться жоден друк на поліетиленовому пакеті.

## Обладнання
Устаткування для коронування містить блок живлення, що включає високочастотний генератор (10…50 кГц), високовольтний трансформатор (зазвичай 10…30 кВ, буває до 250 кВ), та обробне устаткування у вигляді основного (обробного) та заземленого електродів. Блок живлення подає високовольтну високочастотну напругу на металевий або керамічний електрод, розряд з якого через повітряний проміжок досягає оброблюваної поверхні.
Промислові системи коронування випускаються як з відкритим, так і з ізольованим електродом, вибір робиться залежно від типу поверхні, що обробляється.

## Попереднє оброблення
Багато матеріалів краще склеюються чи покриваються фарбою, коли їх поверхня оброблена відразу після виробництва, що називається попередньою обробкою. Ефект такого оброблення знижується з часом, тому безпосередньо перед склеюванням, забарвленням, друком тощо може знадобитися повторна обробка поверхні коронуванням.
До недоліків технологій коронування належить відносно низький потенціал активації, а також нерівномірність оброблення поверхні та відносно низька тривалість збереження отриманої поверхневої активності.

## Альтернативні технології
До інший технологій оброблення поверхонь з метою збільшення поверхневої енергії належать кислотне або плазмове травлення, обробка полум'ям та нанесення ґрунтовок.